# Бажан, Игорь Николаевич
И́горь Никола́евич Бажа́н (укр. Ігор Миколайович Бажан; 2 декабря 1981, Кировоград, СССР) — украинский футболист, вратарь. По завершении выступлений — тренер

## Биография
Выступал за кировоградскую «Звезду», позже играл за «Таврию». В июне 2002 года был на просмотре в раменском «Сатурне». Также играл в киевском «Арсенале» и криворожском «Кривбассе». Летом 2007 году перешёл в луганскую «Зарю». В марте 2008 года перебрался в «Металлист». В чемпионате Украины за харьковчан дебютировал 5 октября 2008 года в матче «Металлург» (Запорожье) — «Металлист» (1:0).
В сезоне 2002/03 сыграл 1 матч за молодёжную сборную Украины. В 2002 году был вызван в сборную Украины на международный турнир LG Cup.
В 2013 году закончил карьеру игрока из-за травмы. В феврале 2014 года назначен тренером вратарей академии кировоградской «Звезды». С сезона 2016/17 — один из тренеров молодёжной команды «Звезды». После отставки главного тренера «Звезды» Романа Монарёва Бажан покинул клуб вслед за ним.